# Cold Mountain
Cold Mountain (Regreso a Cold Mountain en América) es una película dramática dirigida en el año 2003 por el realizador Anthony Minghella, sobre un guion propio basado en el libro de Charles Frazier.
Pertenece a los estudios Miramax Films, tiene 152 minutos de duración y fue estrenada en los Estados Unidos el 25 de diciembre de 2003.

## Argumento
1860, Estados Unidos. "Cold Mountain" es una película que habla de amor, amistad, naturaleza, supervivencia y de los cambios que tendrán lugar en un país convulsionado por la Guerra Civil. La historia sigue los caminos de tres personajes que dependen entre sí para su supervivencia física y espiritual. Por un lado, el soldado confederado Inman, quien, herido en la batalla y tras haber sobrevivido a la infernal batalla del Cráter, cruza el país para volver con Ada, la mujer que ama. En su camino Inman se encuentra con esclavos, rebeldes, soldados desertores, cazadores de recompensas, amigos y enemigos en cada esquina. Paralelamente, no menos peligros ofrece el camino que ha de emprender Ada, una mujer acostumbrada a una vida acomodada, que debe enfrentarse a un mundo exterior que desconoce para proteger la granja de su padre de la ruina y la guerra. La ayuda inesperada le llega a Ada de una mujer tosca y primitiva llamada Ruby, quien se convierte en una parte fundamental de su vida al enseñarle lo que es la fortaleza, la confianza y un increíble mundo real que Ada nunca había conocido. Ahora, a medida que se acercan unos a otros, Inman, Ada y Ruby nos cuentan una historia sobre la añoranza del hogar después de haber estado en el lado más salvaje, de la necesidad de paz tras la brutalidad de la guerra y, en definitiva, el anhelo por el amor y la familia.

## Premios

### Oscar
| Año  | Categoría                                             | Película                      | Resultado |
| ---- | ----------------------------------------------------- | ----------------------------- | --------- |
| 2003 | Oscar al mejor actor                                  | Jude Law                      | Candidato |
| 2003 | Oscar a la mejor actriz de reparto                    | Renée Zellweger               | Ganadora  |
| 2003 | Oscar al mejor montaje                                | Walter Murch                  | Candidato |
| 2003 | Oscar a la mejor fotografía                           | John Seale                    | Candidato |
| 2003 | Oscar a la mejor banda sonora                         | Gabriel Yared                 | Candidato |
| 2003 | Oscar a la mejor canción Scarlet Tide                 | T Bone Burnett Elvis Costello | Nominados |
| 2003 | Oscar a la mejor canción You Will Be My Ain True Love | Sting                         | Candidato |

### Globo de Oro
| Año  | Categoría                                                             | Película          | Resultado |
| ---- | --------------------------------------------------------------------- | ----------------- | --------- |
| 2004 | Globo de Oro a la mejor película - Drama                              | Anthony Minghella | Candidato |
| 2004 | Globo de Oro al mejor actor - Drama                                   | Jude Law          | Candidato |
| 2004 | Globo de Oro a la mejor actriz - Drama                                | Nicole Kidman     | Candidata |
| 2004 | Globo de Oro a la mejor actriz de reparto                             | Renée Zellweger   | Ganadora  |
| 2004 | Globo de Oro al mejor director                                        | Anthony Minghella | Candidato |
| 2004 | Globo de Oro al mejor guion                                           | Anthony Minghella | Candidato |
| 2004 | Globo de Oro a la mejor banda sonora                                  | Gabriel Yared     | Candidato |
| 2004 | Globo de Oro a la mejor canción original You Will Be My Ain True Love | Sting             | Candidato |

### Premios BAFTA
| Año  | Categoría                              | Película                                                                  | Resultado |
| ---- | -------------------------------------- | ------------------------------------------------------------------------- | --------- |
| 2003 | BAFTA a la mejor película              | BAFTA a la mejor película                                                 | Candidata |
| 2003 | BAFTA a la mejor película británica    | BAFTA a la mejor película británica                                       | Candidata |
| 2003 | BAFTA al mejor director                | Anthony Minghella                                                         | Candidato |
| 2003 | BAFTA al mejor actor                   | Jude Law                                                                  | Candidato |
| 2003 | BAFTA a la mejor actriz de reparto     | Renée Zellweger                                                           | Ganadora  |
| 2003 | BAFTA al mejor guion adaptado          | Anthony Minghella                                                         | Candidato |
| 2003 | BAFTA a la mejor música original       | Gabriel Yared T-Bone Burnett                                              | Ganadores |
| 2003 | BAFTA a la mejor fotografía            | John Seale                                                                | Candidato |
| 2003 | BAFTA al mejor montaje                 | Walter Murch                                                              | Candidato |
| 2002 | BAFTA al mejor diseño de producción    | Dante Ferretti                                                            | Candidato |
| 2003 | BAFTA al mejor diseño de vestuario     | Ann Roth Carlo Poggioli                                                   | Nominados |
| 2003 | BAFTA al mejor maquillaje y peluquería | Paul Engelen Ivana Primorac                                               | Nominados |
| 2003 | BAFTA al mejor sonido                  | Eddy Joseph Ivan Sharrock Walter Murch Mike Prestwood-Smith Matthew Gough | Nominados |

### Premios del Sindicato de Actores
| Año  | Categoría                               | Película        | Resultado |
| ---- | --------------------------------------- | --------------- | --------- |
| 2003 | Premio SAG a la mejor actriz de reparto | Renée Zellweger | Ganadora  |

## Otros premios y nominaciones
| Año | Premio                                         | Categoría                                                           | Receptor                       | Resultado |
| --- | ---------------------------------------------- | ------------------------------------------------------------------- | ------------------------------ | --------- |
|     | American Cinema Editors                        | Mejor Edición de una Película Drama                                 | Walter Murch                   | Nominada  |
|     | American Society of Cinematographers           | Mejor Fotografía de Película                                        | John Seale                     | Nominada  |
|     | British Society of Cinematographers            | Mejor Fotografía                                                    | John Seale                     | Nominada  |
|     | Broadcast Film Critics Association             | Mejor Actriz de Reparto                                             | Renée Zellwege                 | Ganadora  |
|     | Broadcast Film Critics Association             | Mejor Película del Año                                              | Cold Mountain                  | Nominada  |
|     | Broadcast Film Critics Association             | Mejor Actriz                                                        | Nicole Kidman                  | Nominada  |
|     | Broadcast Film Critics Association             | Mejor Compositor                                                    | Gabriel Yared                  | Nominada  |
|     | Central-Ohio Film Critics Association          | Mejor Actriz Secundaria                                             | Renée Zellwege                 | Nominada  |
|     | Chicago Film Critics Association               | Mejor Actriz de Reparto                                             | Renée Zellwege                 | Nominada  |
|     | Chicago Film Critics Association               | Mejor Fotografía                                                    | John Seale                     | Nominada  |
|     | Chicago Film Critics Association               | Mejor Música Original                                               | Gabriel Yared                  | Nominada  |
|     | Dallas-Fort Worth Film Critics Association     | Mejor Actriz de Reparto                                             | Renée Zellweger                | Ganadora  |
|     | Dallas-Fort Worth Film Critics Association     | Mejor Película                                                      | Cold Mountain #2               | Ganadora  |
|     | Dallas-Fort Worth Film Critics Association     | Mejor Actriz                                                        | Nicole Kidman #2               | Ganadora  |
|     | Directors Guild of Great Britain               | Mejor Director de una Película Internacional                        | Anthony Minghella              | Nominada  |
|     | Empire Awards (Reino Unido)                    | Mejor Película                                                      | Cold Mountain                  | Nominada  |
|     | Empire Awards (Reino Unido)                    | Mejor Director                                                      | Anthony Minghella              | Nominada  |
|     | Empire Awards (Reino Unido)                    | Mejor Actriz                                                        | Nicole Kidman                  | Nominada  |
|     | Empire Awards (Reino Unido)                    | Mejor Actor Británico                                               | Jude Law                       | Nominada  |
|     | Grammy Awards                                  | Mejor Álbum de Compilación para Película, Televisión y Otros Medios | Cold Mountain OST              | Nominada  |
|     | Grammy Awards                                  | Mejor Canción Original de Película, Televisión y Otros Medios       | "The Scarlet Tide"             | Nominada  |
|     | Grammy Awards                                  | Mejor Canción Original de Película, Televisión y Otros Medios       | "You Will Be My Ain True Love" | Nominada  |
|     | IFTA Awards (Irlanda)                          | Mejor Actor Internacional                                           | Jude Law                       | Nominada  |
|     | Las Vegas Sierra Leon Film Critics Society     | Mejor Actriz                                                        | Nicole Kidman                  | Nominada  |
|     | London Critics Circle Film Awards              | Mejor Director Británico                                            | Anthony Minghella              | Nominada  |
|     | London Critics Circle Film Awards              | Mejor Actor Británico                                               | Jude Law                       | Nominada  |
|     | London Critics Circle Film Awards              | Mejor Actor Británico de Reparto                                    | Brendan Gleeson                | Nominada  |
|     | London Critics Circle Film Awards              | Mejor Actriz del Año                                                | Nicole Kidman                  | Nominada  |
|     | Motion Picture Sound Editors (EE. UU.)         | Mejor Edición de Sonido en una Película con Música                  | Cold Mountain OST              | Ganadora  |
|     | Motion Picture Sound Editors (EE. UU.)         | Mejor Edición de Sonido de una Película Extranjera                  | Cold Mountain OST              | Nominada  |
|     | MTV Movie Awards                               | Mejor Actor Extranjero Revelación                                   | Jude Law                       | Nominada  |
|     | National Board of Review                       | Mejor Guion Adaptado                                                | Anthony Minghella              | Ganador   |
|     | National Board of Review                       | Mejor Película del Año                                              | Cold Mountain                  | Nominada  |
|     | Online Film Critics Society                    | Mejor Actriz de Reparto                                             | Renée Zellweger                | Nominada  |
|     | PGA, Producers Guild Awards (EE. UU.)          | Mejor Película                                                      | Cold Mountain                  | Nominada  |
|     | Phoenix Film Critics Society                   | Mejor Actriz de Reparto                                             | Renée Zellweger                | Nominada  |
|     | Phoenix Film Critics Society                   | Mejor Fotografía                                                    | John Seale                     | Nominada  |
|     | Phoenix Film Critics Society                   | Mejor Canción Original                                              | You Will Be My Ain True Love   | Nominada  |
|     | Phoenix Film Critics Society                   | Mejor Música Original                                               | Gabriel Yared                  | Nominada  |
|     | Political Film Society (EE. UU.)               | Mejor Película sobre la Paz                                         | Cold Mountain                  | Nominada  |
|     | San Diego Film Critics Society                 | Mejor Actriz de Reparto                                             | Renée Zellweger                | Ganadora  |
|     | Satellite Awards (EE. UU.)                     | Mejor Actor Drama                                                   | Jude Law                       | Nominada  |
|     | Satellite Awards (EE. UU.)                     | Mejor Guion Adaptado                                                | Anthony Minghella              | Nominada  |
|     | Satellite Awards (EE. UU.)                     | Mejor Música Original                                               | Gabriel Yared                  | Nominada  |
|     | Saturn Awards (EE. UU.)                        | Mejor Película de Acción, Aventura o Thriller.                      | Cold Mountain                  | Nominada  |
|     | Southeastern Film Critics Association          | Mejor Actriz Secundaria                                             | Renée Zellweger                | Ganadora  |
|     | Southeastern Film Critics Association          | Mejor Película del Año                                              | Cold Mountain                  | Nominada  |
|     | USC Scripter Awards                            | Mejor Guion Adaptado                                                | Anthony Minghella              | Nominada  |
|     | Washington DC Area of Film Critics Association | Mejor Actriz de Reparto                                             | Renée Zellweger                | Nominada  |
|     | World Soundtrack Awards                        | Mejor Canción Original para Película                                | You Will Be My Ain True Love   | Ganadora  |
|     | World Soundtrack Awards                        | Mejor Banda Sonora Original                                         | Cold Mountain OST              | Ganadora  |
|     | World Soundtrack Awards                        | Mejor Compositor del Año                                            | Gabriel Yared                  | Ganadora  |
|     | Writers Guild of America                       | Mejor Guion Adaptado                                                | Anthony Minghella              | Nominada  |